# Кенни-Лейк
Кенни-Лейк (англ. Kenny Lake) — статистически обособленная местность в зоне переписи населения Коппер-Ривер, штат Аляска, США.

## География
Расположен в 18 км к юго-востоку от Уиллоу-Крика и в 31 км к северо-западу от Читины. Площадь статистически обособленной местности составляет 505,6 км², из которых 505,0 км² — суша и 0,6 км² (0,12 %) — открытые водные пространства.

## Население
По данным переписи 2000 года население статистически обособленной местности составляло 410 человек. Расовый состав: коренные американцы — 10,24 %; белые — 82,68 %; азиаты — 0,49 %; представители других рас — 2,68 %; представители двух и более рас — 3,90 %. Доля лиц латиноамериканского происхождения любой расы составляет 5,85 %.
Из 143 домашних хозяйств в 40,6 % — воспитывали детей в возрасте до 18 лет, 57,3 % представляли собой совместно проживающие супружеские пары, в 4,2 % семей женщины проживали без мужей, 32,2 % не имели семьи. 27,3 % от общего числа семей на момент переписи жили самостоятельно, при этом 9,8 % составили одинокие пожилые люди в возрасте 65 лет и старше. В среднем домашнее хозяйство ведут 2,87 человек, а средний размер семьи — 3,52 человек.
Доля лиц в возрасте младше 18 лет — 32,4 %; лиц от 18 до 24 лет — 6,6 %; лиц от 25 до 44 лет — 26,8 %; лиц от 45 до 64 лет — 24,6 % и лиц старше 65 лет — 9,5 %. Средний возраст населения — 36 лет. На каждые 100 женщин приходится 113,5 мужчин; на каждые 100 женщин в возрасте старше 18 лет — 116,4 мужчин.

## Экономика
Средний доход на совместное хозяйство — $28 750; средний доход на семью — $28 750. Средний доход на душу населения — $13 121. Около 22,7 % семей и 25,9 % жителей живут за чертой бедности, включая 22,6 % лиц в возрасте младше 18 лет и 11,8 % лиц старше 65 лет.